# سماپا
سماپا (به پرتغالی: Semapa) شرکت خوشه‌ای و هلدینگ پرتغالی است، که در زمینه تولید و عرضه سیمان، خمیرکاغذ، کاغذ و ارائه خدمات مدیریت پسماند و دفع ضایعات فعالیت می‌کند.
شرکت سماپا در سال ۱۹۹۱ تأسیس شد. این شرکت مالک ۷۶ درصد از بزرگترین تولیدکننده کاغذ پرتغال؛ پورتوسل سوپورسل است، همچنین ۵۱ درصد از سهام شرکت سیمان سیسیل و ۱۰۰ درصد از سهام شرکت مدیریت پسماند اتسا را در اختیار دارد.
دفتر مرکزی این شرکت در شهر لیسبون، پرتغال قرار دارد و بخشی از سهام آن در بازار بورس یورونکست لیسبون معامله می‌شود.